# Dékáni Árpád

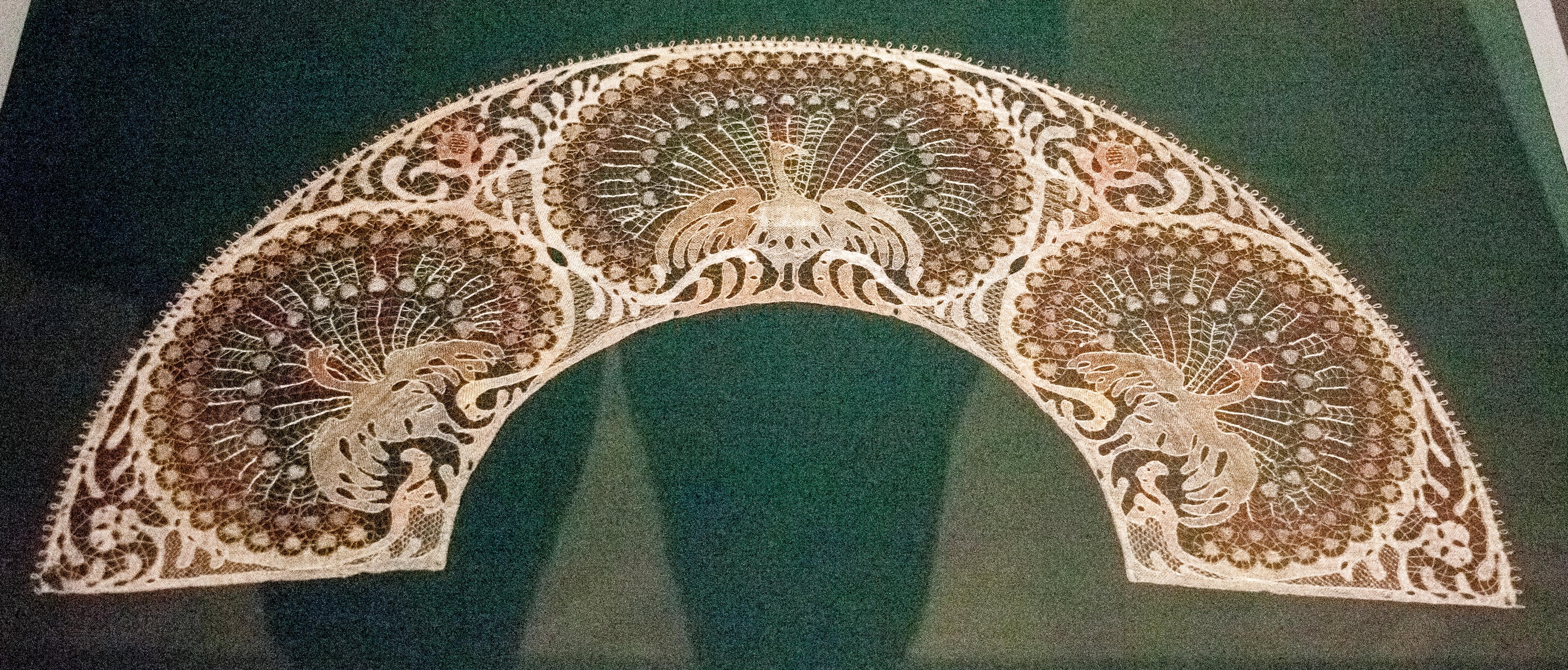
Halasi csipke Dákáni terve alapján

Dékáni Árpád (Alsójára, 1861. április 11. – Borbánd, 1931. március 23.) iparművész, rajztanár.

## Élete
1885-ben Budapesten rajztanári képesítést kapott. 1885-től a kiskunhalasi református gimnázium tanára lett. 1893–94-ben szerk. a Kiskunhalas című lapot. 1906-tól a fővárosban az Iparművészeti Főiskolán, majd az újpesti gimnáziumban tanított. 1915-ben nyugdíjazták, utána Borbándra költözött, s ott élt haláláig.

## Munkássága
A Halasi csipke néven közismert művészi csipkék rajzát tervezte, melyeket Markovits Mária készített el rajzai alapján, s külföldön is hamar kedveltté váltak. 1904-ben a St. Louis-i, 1906-ban a milánói világkiállításon csipkéivel Grand Prix-t (nagydíjat) nyert. A vallás- és közoktatásügyi miniszter csipkevarró tanfolyamok szervezésével bízta meg. E szervezői munkával indult el a magyar háziipari mozgalom.
1902 és 1906 között minden Halasi csipkét Dékáni Árpád tervezett. Csipkéin a jellegzetes magyar virágokat, állatalakokat (szarvas, galamb, páva), leányokat, legényeket a szecesszió növénystilizációjával, vonaljátékával kapcsolja össze.